# من جاسوس (فیلم)
من جاسوس (به انگلیسی: I Spy) فیلمی است محصول سال ۲۰۰۴ و به کارگردانی بتی توماس است. در این فیلم بازیگرانی همچون ادی مورفی، اوون ویلسون، فامکه یانسن، مالکوم مک‌داول، گری کول، فیل لویس، مایک دوپود، لیندا بوید، کریستال لووی و درن شهلوی ایفای نقش کرده‌اند.

## داستان
«الکس اسکات» (ویلسن) مأمور امنیتی، مأموریت یافته سلاح باارزش و گران قیمتی را که گم شده، بیاید: این سلاح، یک جت جنگی است که نه تنها از دید رادار بلکه از دید انسان نیز می‌تواند مخفی بماند...